# Khadgapur
Khadgapur (en népalais : खडगपुर) est un comité de développement villageois du Népal situé dans le district de Saptari. Au recensement de 2011, il comptait 4 697 habitants.